# Lekkoatletyka na Letniej Uniwersjadzie 1970 – rzut młotem mężczyzn
Rzut młotem mężczyzn – jedna z konkurencji lekkoatletycznych rozegranych w Turynie na stadionie miejskim podczas szóstej letniej uniwersjady w roku 1970. Do rywalizacji przystąpiło tylko 14 młociarzy z 11 krajów w związku z czym nie rozegrano rundy eliminacyjnej. W konkursie nie brał udziału żaden Polak. Zawody zakończył się zwycięstwem reprezentanta Niemieckiej Republiki Demokratycznej Jochena Sachse.

## Rekordy
| Rekord świata      | Anatolij Bondarczuk | 75,48 | 1969, Równe     |
| Rekord uniwersjady | Gyula Zsivótzky     | 67,74 | 1965, Budapeszt |

## Przebieg zawodów
Do konkursu rzutu młotem przystąpiło tylko 14 zawodników w związku z czym zrezygnowano z przeprowadzenia eliminacji. Od pierwszej kolejki finału prowadził Jochen Sachse – w swojej pierwszej próbie posłał młot na odległość 70,04 i ustanowił rekord uniwersjady. W piątej serii Niemiec poprawił swój wynik osiągając ostatecznie odległość 72,34.

### Finał
| Pozycja | Reprezentacja       | Rezultat  |
| ------- | ------------------- | --------- |
|         | Jochen Sachse       | 72,34 NUR |
|         | Wasilij Chmielewski | 68,54     |
|         | Władimir Ambrozjew  | 66,80     |
| 4.      | Shigenobu Mirofushi | 66,48     |
| 5.      | Walter Schmidt      | 64,70     |
| 6.      | Mario Vecchiato     | 64,02     |
| 7.      | Jose Alcantara      | 62,86     |
| 8.      | Dimitar Mindow      | 62,30     |
| 9.      | Walter Bernardini   | 60,78     |
| 10.     | Eberhard Gaede      | 60,38     |
| 11.     | Ivak Nurullah       | 58,88     |
| 12.     | Barry Williams      | 58,26     |
| 13.     | Heimo Viertbauer    | 57,34     |
| 14.     | Alexander Gusbeth   | x         |

- NUR – nowy rekord uniwersjady